# Alloscopus
Genre
Alloscopus est un genre de collemboles de la famille des Orchesellidae.

## Liste des espèces
Selon Checklist of the Collembola of the World (version du 23 août 2019) :
- Alloscopus aspinosus (Prabhoo, 1971)
- Alloscopus deharvengi (Mari Mutt, 1985)
- Alloscopus fallax Yoshii & Suhardjno, 1992
- Alloscopus multispinatus (Mari Mutt, 1982)
- Alloscopus spinosus (Prabhoo, 1971)
- Alloscopus strebeli Winter, 1966
- Alloscopus tenuicornis (Börner, 1906)
- Alloscopus tetracanthus (Börner, 1906)
- Alloscopus thailandensis (Mari Mutt, 1985)
- Alloscopus yosiius (Mari Mutt, 1985)

## Publication originale
- Börner, 1906 : Das System der Collembolen nebst Beschreibung neuer Collembolen des Hamburger Naturhistorischen Museums. Jahrbuch der Hamburgischen Wissenschaftlichen Anstalten, vol. 23, no 2, p. 147-186 (texte intégral).